# Cadmoindita
La cadmoindita és un mineral de la classe dels sulfurs que pertany al grup de la tioespinel·la. Rep el seu nom de la seva composició química, que conté cadmi i indi.

## Característiques
La cadmoindita és un sulfur de cadmi i indi amb fórmula CdIn₂S₄. Cristal·litza en el sistema cúbic formant cristalls octaèdrics microscòpics. El seu color és negre o marró fosc, i té una fractura concoidal. És translúcida i de lluïssor adamantina.
Segons la classificació de Nickel-Strunz, la cadmoindita pertany a «02.DA: Sulfurs metàl·lics, M:S = 3:4» juntament amb els següents minerals: bornhardtita, carrollita, cuproiridsita, cuprorhodsita, daubreelita, fletcherita, florensovita, greigita, indita, kalininita, linneïta, malanita, polidimita, siegenita, trüstedtita, tyrrel·lita, violarita, xingzhongita, ferrorhodsita, cuprokalininita, rodostannita, toyohaïta, brezinaïta, heideïta, inaglyita, konderita i kingstonita.

## Formació i jaciments
La cadmoindita va ser trobada per primera vegada al voltant de l'obertura d'una fumarola d'alta temperatura (450-600 °C) al volcà Kudriavy (illa Iturup, Extrem Orient Rus, Rússia), i també se n'ha trobat a la mina Kateřina Coal, a Radvanice (Bohèmia, República Txeca). Sol trobar-se associada a altres minerals com: pirita, wurtzita, greenockita i d'altres sulfurs amb bismut.